# Anastasio Alfaro
Pour les articles homonymes, voir Alfaro.
Anastasio Alfaro est un explorateur, un géologue et un zoologiste costaricien, né le 16 février 1865 à Alajuela, il est mort le 20 janvier 1951.

## Biographie
Après des études de droit, il devient avocat mais n'exercera jamais pour se dédier à la zoologie, ainsi que la collection des spécimens naturels.
Il dirigea le Musée national du Costa Rica inauguré en 1887.